# جرج وتلینگ

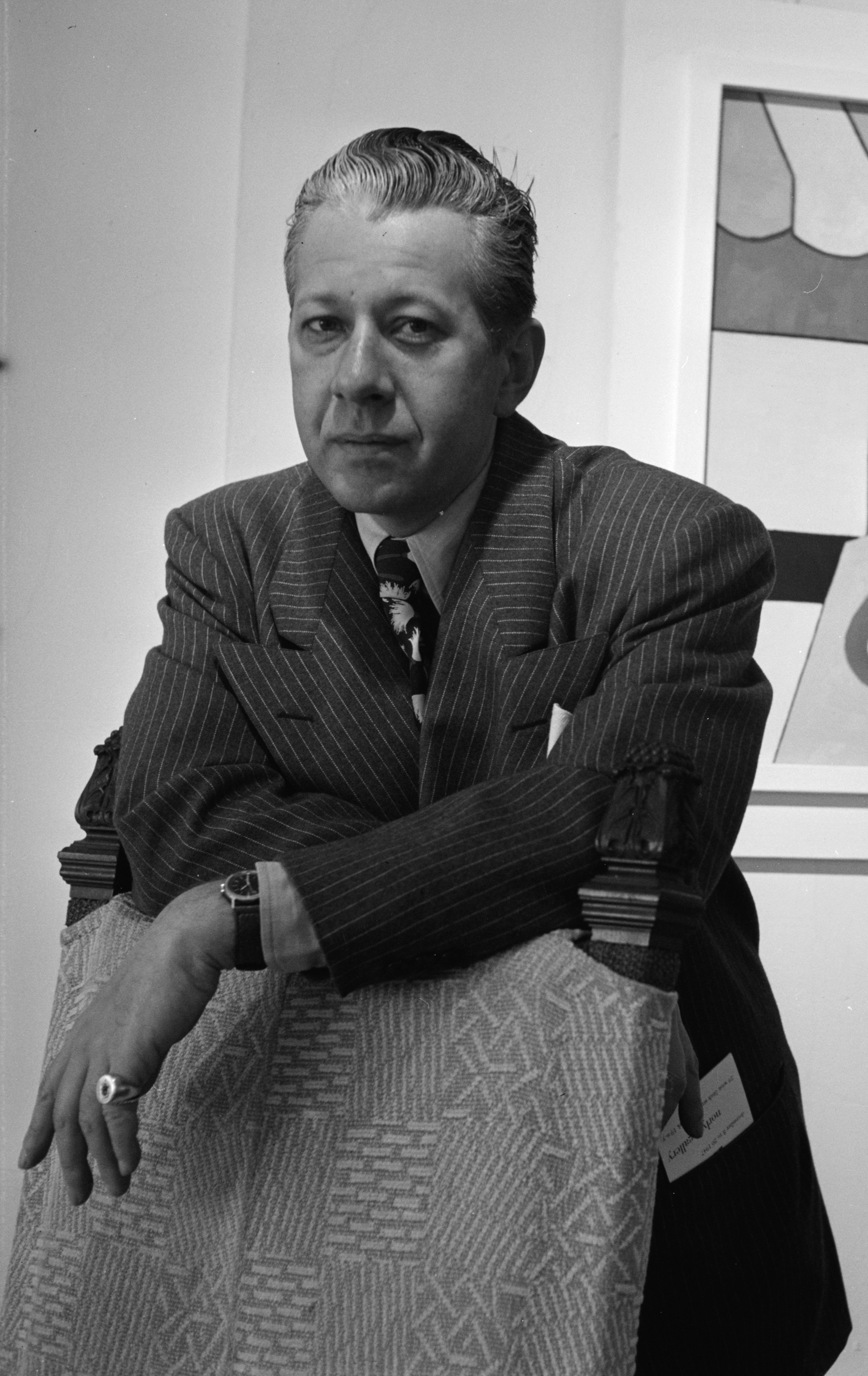
جرج وتلینگ

جرج وتلینگ (به انگلیسی: George Wettling) (۲۸ نوامبر ۱۹۰۷–۶ ژوئن ۱۹۶۸) نوازندهٔ درامز جَز اهل آمریکا بود. وتلینگ که به‌عنوان یکی از بهترین درامرهای سبک دیکسی‌لند شناخته می‌شود از جوانان سفید شیکاگویی بود که در اوایل دههٔ ۱۹۲۰ با دیدن اجرای گروه کینگ آلیور (به‌همراه لویی آرمسترانگ به‌عنوان نوازندهٔ دوم کورنت) شیفتهٔ سبک جَز شد. درامر آلیور، بیبی دادز احساسی ویژه و ماندگار در ذهن وتلینگ پدیدآورد.
وتلینگ در دوران فعالیت هنری‌اش در بیگ بندهای هنرمندانی هم‌چون آرتی شاو، بانی بریگان، رد ناروو، پاول وایتمن و حتی هارپو مارکس حضور داشت اما بهترین و فراموش‌نشدنی‌ترین کارهای‌اش متعلق به دوران حضور او در گروه‌های کوچک‌تر جاز می‌شوند که توسط افرادی هم‌چون ادی کاندان، موگسی اسپاینر و خودش رهبری می‌شدند.
وتلینگ در سال‌های پایانی زندگانی‌اش همانند دیگر دوست نوازنده‌اش پی وی راسل به نقاشی روی‌آورد. او در نقاشی تحت تأثیر استوارت دیویس، نقاش آبستره آمریکایی بود.